# Аэн (кантон)
Аэн (фр. Ahun) — кантон во Франции, находится в регионе Лимузен. Департамент кантона — Крёз. Входит в состав округа Гере. Население кантона на 2006 год составляло 4411 человек.
Код INSEE кантона 2301. Всего в кантон Аэн входят 11 коммун, из них главной коммуной является Аэн.

## Коммуны кантона
- Аэн — население 1560 чел.
- Кресса — население 557 чел.
- Лепина — население 179 чел.
- Мезоннис — население 208 чел.
- Мазера — население 138 чел.
- Мутье-д’Аэн — население 176 чел.
- Пейрабу — население 139 чел.
- Пьонна — население 756 чел.
- Сент-Илер-ла-Плен — население 226 чел.
- Сент-Ирье-ле-Буа — население 332 чел.
- Вижвиль — население 140 чел.